# Chichot losu
Chichot losu – powieść obyczajowa autorstwa Hanki Lemańskiej opublikowana po raz pierwszy w 2006 roku.

## Treść
Główna bohaterka Joanna jest młodą i niezależną kobietą, realizującą się zawodowo i niecierpiącą zobowiązań. Pewnego dnia na prośbę przyjaciółki Elżbiety zgadza się na trzy dni zaopiekować jej dziećmi – pięcioletnim Łukaszem i trzynastoletnią Asią. Okazuje się, że Elżbieta na krótko przed powrotem do domu traci życie w wypadku samochodowym. Joanna zostaje więc tymczasową opiekunką dzieciaków. Musi podjąć decyzję, czy adoptować dzieci czy oddać je do domu dziecka.
Na podstawie powieści powstał serial telewizyjny o tym samym tytule.